# 刘国辅
刘国辅（1914年—1981年5月），又名金佐，陕西米脂人，中国人民解放军开国少将。

## 生平
1935年参加红军。1935年入党。由堂兄刘金榜(早期列士)介绍在米脂县红军游击队第二十三支队任文书，红二十八军第二团团部统计员，军供给部统计员。
抗日战争时期，任八路军宋邓支队政治指导员，晋察冀军区平西第十二支队营副政治教导员、政治教导员、龙赤区队政治委员，平北军分区第四十团政治处主任，团政治委员。
解放战争时期，任晋察冀第5旅第40团政委、晋察冀野战军第二纵队四旅十二团政治委员，第六十五军补训师政治委员。1947年率团参加清风店战役，全团立大功。
中华人民共和国成立后，任中国人民解放军师副政治委员，1951年后任第一战车编练基地政治委员，装甲兵学院干部部部长，1957年毕业于南京军事学院。第一坦克学校副政治委员，第二坦克学校政治委员。
1964年晋为少将。获三级八一勋章、二级独立自由勋章、二级解放勋章。